# Lubang Indangan
Lubang Indangan is een bestuurslaag in het regentschap Purworejo van de provincie Midden-Java, Indonesië. Lubang Indangan telt 801 inwoners (volkstelling 2010).